# Pintura (1946)
Pintura (1946) es un óleo sobre lienzo pintado por el artista irlandés Francis Bacon. Originalmente iba a representar un chimpancé en la hierba (parte de la cual aún puede verse); Bacon luego intentó pintar un ave de presa aterrizando en un campo. El autor describió su obra como la más inconsciente, debido a la formación de figuras sin la más clara intención predeterminada.
Actualmente se conserva en el Museo de Arte Moderno de Nueva York, se encuentra allí desde 1948.

## Historia
Graham Sutherland vio Pintura (1946) en el estudio Cromwell Place,  Kensington, Londres, e instó a su distribuidora Erica Brausen, para ir a ver la pintura y comprarla. Brausen escribió a Bacon varias veces y luego visitó su estudio a principios del otoño de 1946, ella inmediatamente compró la obra por 200 libras. La obra se mostró en varias exposiciones colectivas, incluyendo la sección británica de Exposition Internationale d'Art Moderne (18 nov.-28 dic. 1946) y el Musée National d'Art Moderne, evento para el cual Bacon viajó a París.
Dentro de los siguientes quince días de la venta de Pintura (1946) a la galería de Hanover, Bacon procedió a desplazarse desde Londres a Montecarlo. Después de permanecer en varios hoteles y apartamentos, incluido el Hôtel de Ré, Bacon se estableció en una gran villa, "La Frontalière", en las colinas de la ciudad. Bacon pasó gran parte de los próximos años en Montecarlo, además de realizar visitas cortas a Londres. Desde Montecarlo, Bacon escribió a Graham Sutherland y a Erica Brausen. Sus cartas a Erica Brausen muestran que pintaba allí, pero no las pinturas que luego se harían conocidas.
En 1948, Pintura (1946) fue vendida a Alfred Barr para el Museo de Arte Moderno de Nueva York. Bacon escribió a Sutherland, pidiendo que se aplicara un fijador para las manchas de colores pastel de Pintura (1946) antes de ser enviada a Nueva York. Pintura (1946) era demasiado frágil para ser trasladada desde el museo para su exposición en otros lugares.
En 2007, el artista Damien Hirst, un gran admirador de Bacon, modeló la instalación de School: The Archaeology of Lost Desires, Comprehending Infinity and the Search for Knowledge, con partes de carne de vacuno, aves, una silla, y un paraguas; todo dentro de una vitrina.

## El cuadro
El cuadro se centra en el personaje descansando sobre una alfombra, en una estructura circular que se envuelve alrededor de la base de la pintura, con trozos de carne aparentemente empalados sobre su eje vertical. A partir de esta estructura aparece el rostro sombrío de un ser bien vestido mirando desde la sombra de un paraguas del cual solo son visibles parte de sus dientes y bigotes con sangre. Encima está el cadáver de un animal vacuno, colgando como pilar, cuyas piernas se adentran en el espacio y unas cortinas extrañas en forma de arco cuelgan al fondo de ellos sobre dos paredes rosas.
Pintura (1946) está dado a diversas interpretaciones. Una de las más famosas afirma que fue inspirado en el ministro de propaganda nazi, Joseph Goebbels, cuya cabeza medio recortada habla desde una tribuna que está flanqueada por jaulas de costillas carnosas de color rojo. Sus palabras revelan la "carnicería" por venir. Una característica común en la obra de Bacon, es el espacio-marco, una caja rectangular que recubre a figuras como el Estudio después del retrato del Papa Innocent X de Velázquez (1953), que también se deriva de la era nazi. Se suponía que debían imitar las cajas de balas utilizadas por los criminales de guerra en los juicios de Núremberg, las cortinas del fondo vendrían siendo las cortinas utilizadas en los discursos de Hitler con la esvástica nazi. Otra interpretación sería la del bombardero que arrojó la bomba atómica sobre Hiroshima y Nagasaki. El hombre sentado aduce ser el piloto del avión militar, mientras que su cabeza representaría la explosión que produce la distintiva nube en forma de hongo. No falta quién interprete la carne de vacuno colgada como al propio Jesucristo en la crucifixión. Pero aquí no se refería a una crucifixión teológica, sino al hecho de que aquellos que una vez fueron seres vivos, ahora muertos, solo son materia muerta destinada a la alimentación, la refrigeración es prueba de la inutilidad de la lucha contra lo inevitable. En este sentido se podría inferir que porque la carne es carne, la lucha humana no puede ser tan diferente de la de los animales.